# Myotis soror
Myotis soror — вид рукокрилих роду Нічниця (Myotis). 

## Морфологія
Тварини малих розмірів, з довжиною голови і тіла 48 мм, довжина передпліччя 42,1 мм, довжина хвоста 41 мм, довжина нижньої частини 7,6 мм, довжина вух 11 мм.
Шерсть довга, густа і м'яка. Спинна частина червонувато-коричнева, блискуча з золотистими кінчиками волосин, а черевна частина трохи світліша. Морда коричнева. Вуха відносно короткі й широкі. Крилові мембрани коричневі й прикріплені до задньої частини основи великого пальця. Хвіст довгий.

## Середовище проживання
Цей вид відомий тільки по одній самиці, захопленій в провінції Наньтоу, острів Тайвань. Живе на висоті близько 2100 метрів над рівнем моря.

## Звички
Харчується комахами.

## Загрози та збереження
Цей вид, будучи виявлений лише недавно, досі не піддавався будь-якій політиці збереження.